# ヘレン・ウォード
ヘレン・ウォード（Helen Ward、1913年9月19日 - 1998年4月21日）は、アメリカ合衆国の歌手。ニューヨークに生まれ、バージニア州アーリントン郡で没した。
1934年、ウォードはベニー・グッドマンの最初のバンドで歌い始め、スウィング・ジャズ分野で最も初期のいわゆる「ガール・シンガー (girl singers)」のひとりとして人気を博し、グッドマンの楽団にとっても最も人気の高い歌手のひとりとなった。ウォードとグッドマンは短期間ながら恋愛関係にあり、グッドマンは1935年ないし1936年には彼女に求婚する寸前にまでいった。しかし、後にドキュメンタリー『Adventures in the Kingdom of Swing』においてウォードが語ったところによると、グッドマンは自分のキャリアを考えて、結局は求婚を断念したのだという。ウォードは許婚者だったアルバート・マルクス (Albert Marx) と1937年に結婚し、楽団から離れた。
1938年、夫マルクスは、結婚1周年のプレゼントとして、録音が残されることになっていたグッドマンのカーネギー・ホールでのコンサートに彼女が出演できるよう手配をした。このときの録音は、後に1950年になって、コロムビア・レコードからLP2枚組でリリースされた。
1940年代において、ウォードは、ハル・マッキンタイヤー (Hal McIntyre) やハリー・ジェイムスのバンドで働いた。1946年から1947年にかけては、ラジオ局WMGMで、ラジオ番組のプロデューサーを務めた

## 後年
マルクスとの結婚生活が終わった後、ウォードは、音響技術者のウィリアム・サヴォリー (William Savory) と再婚した。サヴォリーは、33⅓回転のLPレコードの開発チームの一員だった。その後もウォードは、時おりスタジオ入りして録音を行なったり、短期間だけピーナッツ・ハッコーのもとでも働いた。1950年代には、時おりグッドマンのツアーに参加したが、1960年には事実上の引退状態となった。その後、1970年代末から1980年代はじめにかけて、短期間カムバックをした。1979年にはニューヨークでクラブの舞台にも立ち、最後のアルバム『The Helen Ward Song Book Vol. I.』をリリースした。

## ディスコグラフィ
With Benny Goodman
- The Complete RCA Victor Small Group Recordings (RCA Victor, 1935-39 [1997])